# Spytkowice (powiat wadowicki)

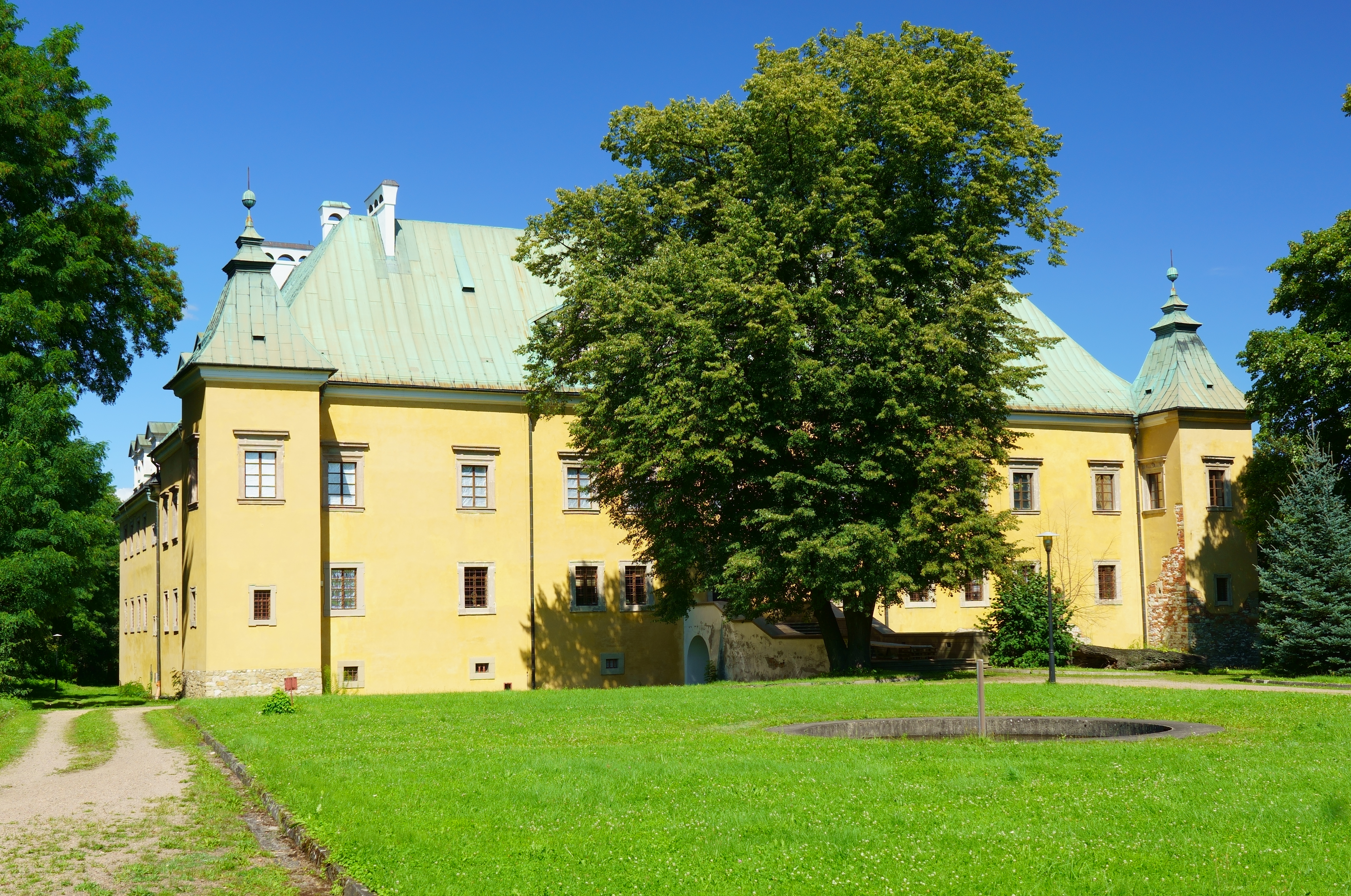
Zamek Myszkowskich w Spytkowicach

Spytkowice – wieś (dawniej miasto) w Polsce położona w województwie małopolskim, w powiecie wadowickim, w gminie Spytkowice, siedziba władz gminnych. Wieś leży w dolinie Wisły przy drodze krajowej nr 44 Gliwice – Tychy – Oświęcim – Zator – Skawina – Kraków.
Spytkowice uzyskały lokację miejską przed 1327 rokiem, zdegradowane po 1400 roku. Wieś położona w województwie krakowskim wchodziła wraz z folwarkiem w 1662 roku w skład majętności spytkowickiej Łukasza Opalińskiego.

## Części wsi
| SIMC    | Nazwa            | Rodzaj     |
| ------- | ---------------- | ---------- |
| 0067903 | Brzestowa        | przysiółek |
| 0067910 | Dębina           | przysiółek |
| 0067990 | Górki            | przysiółek |
| 0067926 | Kanada           | część wsi  |
| 0067932 | Kępki            | część wsi  |
| 0067949 | Kościelnik       | część wsi  |
| 0067955 | Pagory           | część wsi  |
| 0067961 | Przewóz          | przysiółek |
| 0067978 | Spytkowice Dolne | część wsi  |
| 0067984 | Spytkowice Górne | część wsi  |
| 0068009 | Stawy            | przysiółek |
| 0068015 | Wróblówki        | przysiółek |

## Historia
Pierwsza wzmianka historyczna o Spytkowicach pochodzi z 1229 roku, w związku ze zwołaniem w Spytkowicach przez księcia Henryka Brodatego zjazdu książąt piastowskich. Osada musiała zatem istnieć znacznie wcześniej i mieć spore znaczenie, skoro infrastruktura była odpowiednia na przyjęcie tak ważnych gości. W czasie zjazdu Henryk Brodaty podczas mszy został pojmany przez ludzi księcia Konrada Mazowieckiego i uprowadzony do Płocka. Od 1315 roku miejscowość należy do księstwa oświęcimskiego. W 1327 roku książę Jan I Scholastyk oddał księstwo oświęcimskie w lenno Królestwu Czech, a w towarzyszącym dokumencie z dnia 24 lutego wymieniono również oppidum Spitkowicz (miasteczko Spytkowice). Nazwę miejscowości w zlatynizowanej staropolskiej formie Spythkowicze wymienia w latach 1470–1480 Jan Długosz w księdze Liber beneficiorum dioecesis Cracoviensis. W 1488 roku Spytkowice przeszły na własność Myszkowskich herbu Jastrzębiec. W 1513 roku właścicielem był Wawrzyniec Myszkowski, który zabił w czasie sporu o stawy rybne ostatniego z książąt zatorskich – Janusza V. W 1595 roku wieś położona w powiecie śląskim województwa krakowskiego była własnością Aleksandra Myszkowskiego.
W latach 1975–1998 miejscowość leżała w województwie bielskim.

## Zabytki
Obiekty wpisane do rejestru zabytków nieruchomych województwa małopolskiego.
- Kościół pw. św. Katarzyny, otoczenie, ogrodzenie, drzewostan.
Kościół wzmiankowany 1325–1327. Obecny zbudowany w XVII w. (zaczęty w 1633 przez Mikołaja Szyszkowskiego, biskupa warmińskiego, ukończony przez Łukasza Opalińskiego, podskarbiego poznańskiego).

- Zamek, fosa z mostem kamiennym.
Zamek zbudowany w I połowie XVI wieku przez Wawrzyńca Myszkowskiego, kasztelana sądeckiego, w stylu gotycko-renesansowym. Powiększony znacznie i przekształcony w okazałą trójskrzydłową rezydencję wczesnobarokową przed rokiem 1630 przez biskupa krakowskiego Marcina Szyszkowskiego. W 1644 r. zamek przeszedł w ręce Opalińskich z Bnina herbu Łodzia. Wchodził w 1662 roku w skład majętności spytkowickiej Łukasza Opalińskiego[5]. Od początku XIX wieku do 1945 roku zamek był własnością Potockich. Po zniszczeniach, jakim zamek uległ podczas II wojny światowej, obiekt odbudowano w drugiej połowie XX wieku przywracając mu wygląd wczesnobarokowy. Obecnie zamek należy do Skarbu Państwa. W 2000 r. otwarto ekspozyturę Krakowskiego Archiwum Państwowego.

## Wspólnoty wyznaniowe
- Kościół rzymskokatolicki:
  - parafia św. Katarzyny
- Świadkowie Jehowy:
  - zbór Wadowice-Spytkowice (w tym grupa języka migowego) – Sala Królestwa Wadowice ul. Bałysa 6[12].

## Osoby związane z miejscowością
- Zdzisław Mączeński – polski architekt;
- Jan Pamuła – polski grafik, profesor sztuk plastycznych, w latach 2002–2008 rektor Akademii Sztuk Pięknych w Krakowie.